# Demografía de Jordania
| 1971                    | 1.57 |
| 1980                    | 2.18 |
| 1990                    | 3.17 |
| 2000                    | 4.80 |
| 2004                    | 5.29 |
| 2008                    | 5.91 |
| Fuente: OECD/World Bank |      |

La Demografía de Jordania comprende todas aquellas características demográficas de la población de este país, incluyendo la densidad poblacional, grupos étnicos, nivel educacional, salud poblacional, situación económica, creencias religiosas y otros aspectos de la población.
Según la información estadística de la OCDE y Banco Mundial, la población en Jordania ha aumentado desde 1990 a 2008 en 2,7 millones de personas, vale decir un 86 %, porcentaje que es significativamente superior al crecimiento del Líbano (39 %), Israel (56 %), Siria (67 %) Palestina (106 % de acuerdo al censo de Estados Unidos).

Población de Jordania desde 1952.

Mientras que los nativos jordanos son en su mayoría descendientes de aldeanos y descendientes beduinos originarios de la Península arábiga, más de la mitad de la población originalmente desciende de Palestina, que emigró hacia el país durante las guerras de 1948 y 1967. Además, hay minorías jordanas tales como circasianos, chechenos y armenios. Sin embargo, hay una serie de otras etnias presentes, incluyendo comunidades kurdas, asirias y mandeanos que son refugiados de la guerra iraquí de 2003. 
Según la Agencia de Naciones Unidas para los Refugiados de Palestina en Oriente Próximo, hay 1 951 603 refugiados palestinos en Jordania a junio de 2008, que corresponde al 31,5% de la población de Jordania. Hay también aproximadamente un millón de iraquíes que actualmente residen en el país. Además, cientos de miles de trabajadores procedentes de Egipto, Siria, Indonesia y el sur de Asia trabajan como empleadas domésticas y en la construcción. Por otro lado, hay unos cuantos miles de residentes de origen libanés que emigró a Jordania cuando la guerra civil estalló en su país natal, residiendo principalmente en Amán. El idioma oficial es el árabe, aunque el inglés se utiliza ampliamente en el comercio y el gobierno. Alrededor del 70% de la población de Jordania es urbana, mientras que menos del 6% de la población rural es nómada o seminómada. La mayoría de la población reside en áreas donde las precipitaciones son compatible con la agricultura .

## Estadísticas vitales

### Estimaciones de Naciones Unidas[5]
| Período | Nacidos vivos por año | Defunciones por año | Cambio natural por año | TBN1 | TBM1 | CN1  | TF1  | TMI1  |
| --- | --------------------- | ------------------- | ---------------------- | ---- | ---- | ---- | ---- | ----- |
| 1950–1955 | 26 000                | 11 000              | 15 000                 | 47.4 | 19.3 | 28.1 | 7.38 | 160.9 |
| 1955–1960 | 38 000                | 13 000              | 25 000                 | 49.4 | 16.5 | 32.9 | 7.38 | 128.9 |
| 1960–1965 | 54 000                | 15 000              | 40 000                 | 53.6 | 14.5 | 39.1 | 8.00 | 103.2 |
| 1965–1970 | 73 000                | 16 000              | 57 000                 | 52.3 | 11.8 | 40.5 | 8.00 | 82.8  |
| 1970–1975 | 90 000                | 17 000              | 73 000                 | 39.6 | 7.79 | 68.3 |      |       |
| 1975–1980 | 92 000                | 16 000              | 76 000                 | 42.8 | 7.5  | 35.3 | 7.38 | 56.5  |
| 1980–1985 | 101 000               | 17 000              | 85 000                 | 39.7 | 6.5  | 33.2 | 7.05 | 44.4  |
| 1985–1990 | 117 000               | 18 000              | 99 000                 | 37.5 | 5.7  | 31.8 | 6.44 | 36.0  |
| 1990–1995 | 132 000               | 19 000              | 113 000                | 33.9 | 4.9  | 29.0 | 5.14 | 30.6  |
| 1995–2000 | 147 000               | 21 000              | 127 000                | 32.0 | 4.5  | 27.5 | 4.34 | 26.7  |
| 2000–2005 | 143 000               | 21 000              | 122 000                | 28.1 | 4.2  | 23.9 | 3.60 | 23.6  |
| 2005–2010 | 152 000               | 23 000              | 128 000                | 26.4 | 4.1  | 22.3 | 3.27 | 21.0  |
| 1 TBN = Tasa bruta de natalidad (por 1000); TBM = Tasa bruta de mortalidad (por 1000); CN = Cambio natural (por 1000); TF = Tasa de fertilidad (número de niños/as por mujer); TMI = Tasa de mortalidad infantil por 1000 nacimientos |                       |                     |                        |      |      |      |      |       |

## Grupos étnicos y religiosos
| Composición religiosa de Jordania* | Composición religiosa de Jordania* | Composición religiosa de Jordania* | Composición religiosa de Jordania* | Composición religiosa de Jordania* |
| ---------------------------------- | ---------------------------------- | ---------------------------------- | ---------------------------------- | ---------------------------------- |
| Religión                           | Religión                           |                                    | porcentaje                         | porcentaje                         |
| Islam (Sunni)                      | Islam (Sunni)                      |                                    | 92 %                               | 92 %                               |
| cristianos                         | cristianos                         |                                    | 6 %                                | 6 %                                |
| Otros                              | Otros                              |                                    | 2 %                                | 2 %                                |
| * Porcentajes estimados            |                                    |                                    |                                    |                                    |

El Islam (Sunni) es la religión predominante con un 92%, seguido por los cristianos con 6% (mayormente griego-ortodoxos, con algunas minorías de: greco-católicos melquitas, ortodoxos sirios, copto-ortodoxos, católicos asirios del Oriente, católicos caldeos, apostólicos armenios y denominaciones protestantes) y otros con un 2% (pequeñas poblaciones de musulmanes Shi'a y Drusos) (estimaciones al año 2001).
En 2016, Jordania fue nombrada el mayor país de acogida de refugiados per cápita del mundo, seguida de Turquía, Pakistán y Líbano. Jordania acoge principalmente a refugiados de los territorios palestinos, Siria e Irak, así como a comunidades más pequeñas de otros países. 
Según información preliminar del censo de 2004, los asirios y sirios representan un 5 % de la población, los circasianos un 1 % y armenios un 1 %. Los no jordanos alcanzaban a 349 933 personas (7 % de la población).

### Árabes
La mayoría de los ciudadanos árabes en Jordania son aldeanos. Había alrededor 56.000 beduinos jordanos a principios del siglo XX en el este del Jordán, incluso después de la Primera Guerra Mundial, Amán era sólo una aldea de unos pocos miles de habitantes, muchos de los inmigrantes recientes son procedentes de las zonas costeras de la Siria Otomana, donde la mayoría de los combates tuvieron lugar. Alrededor de 1956, de los 1.5 millones de habitantes, 200 000 residían en Amán.
Después de la guerra de 1948, y la incautación de lo que más tarde llegó a ser conocido como el «West Bank», los ciudadanos de Transjordania sumaban alrededor de 1 185 000: 375.000 Transjordanos, 460 000 ex residentes del Mandato británico de Palestina y 350 000 refugiados procedentes de otras zonas de mandatos palestinos antiguos. de los cerca de 100 000 Transjordanos estimados en el «West Bank», alrededor de la mitad había emigrado a otros lugares a principios de la década de 1950. En 2004, el grupo étnico de árabes representaba el 93% de la población.

### Asirios
Hay una población asiria en Jordania, que en su mayoría ha llegado al país desde la invasión de Irak de 2003, por lo que este grupo representa una gran parte de los refugiados iraquíes de la región.

## Educación

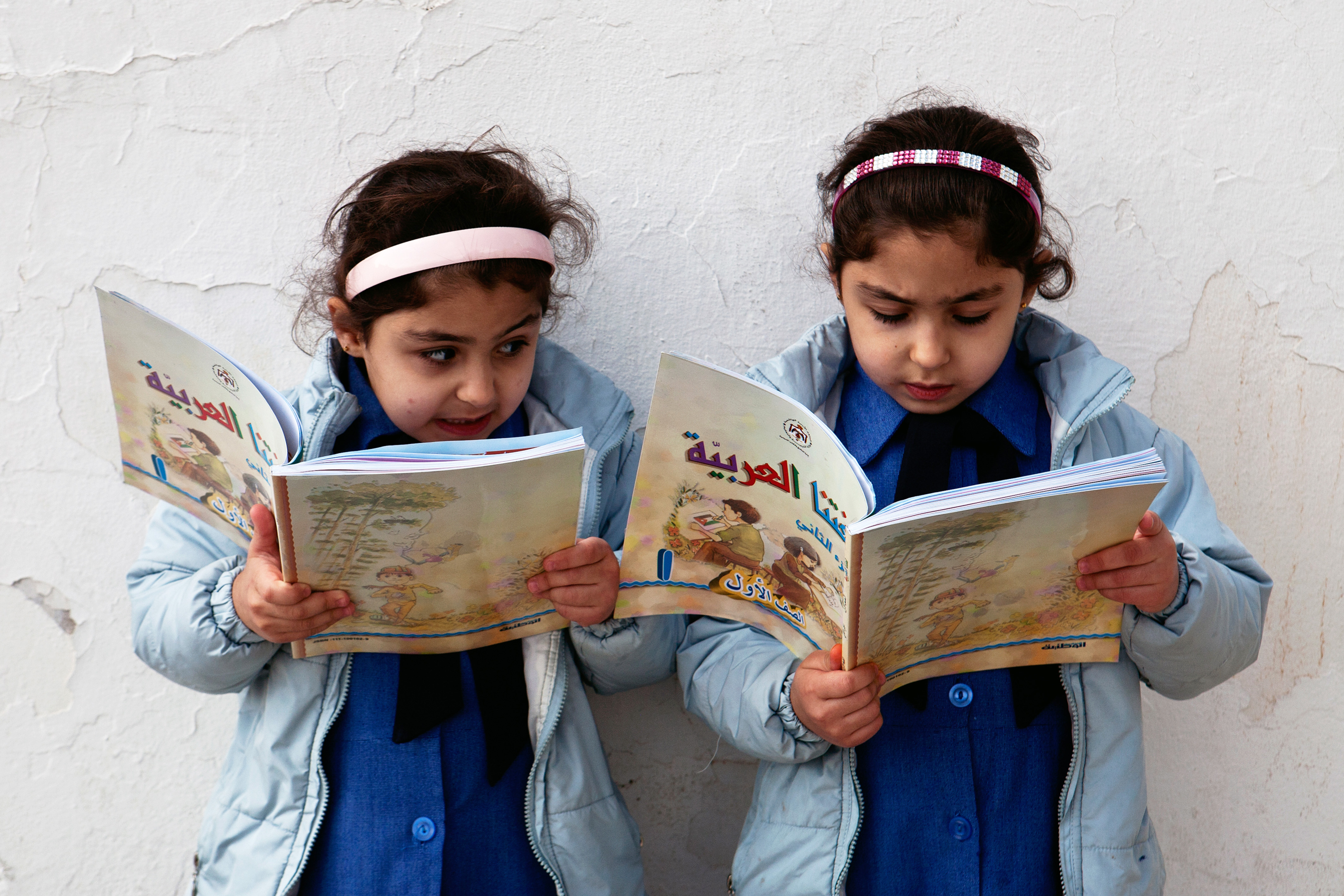
Chicas jóvenes que leen en Amán, Jordania

La era de Hussein I de Jordania mostró crecientes índices de escolaridad, que derivaron en un aumento rápido de la tasa de alfabetización en Jordania; en efecto, a comienzos de su reino en 1952 dicha tasa alcanzaba al 33%, rondando luego el 85% en 1996. De acuerdo a estimaciones realizadas el año 2009, esta tasa alcanzaría el 92,8% del total de la población.
Se debe indicar que la Agencia de Naciones Unidas para los Refugiados de Palestina en Oriente Próximo (UNRWA) opera uno de los sistemas escolares más grandes en el Medio Oriente que ha impartido educación básica y preparatoria a los refugiados palestinos durante casi cinco décadas. La Agencia proporciona educación básica gratuita para todos los niños refugiados palestinos en su área de operaciones, entre ellos Jordania. También ha impartido cursos de formación profesional en ocho centros de formación —dos de los cuales se encuentran en Jordania— durante las últimas cuatro décadas. La Agencia ha establecido un Instituto de Educación, que tiene su sede en Amán, para proporcionar capacitación al personal docente del UNRWA.
| Total de alumnos refugiados en Jordania distribuidos por nivel educacional y establecimiento | Total de alumnos refugiados en Jordania distribuidos por nivel educacional y establecimiento | Total de alumnos refugiados en Jordania distribuidos por nivel educacional y establecimiento | Total de alumnos refugiados en Jordania distribuidos por nivel educacional y establecimiento |
| Establecimiento                                                                              | Nivel elemental                                                                              | Nivel preparatorio                                                                           | Nivel secundario                                                                             |
| -------------------------------------------------------------------------------------------- | -------------------------------------------------------------------------------------------- | -------------------------------------------------------------------------------------------- | -------------------------------------------------------------------------------------------- |
| Educación UNRWA                                                                              | 86931                                                                                        | 54283                                                                                        | 0                                                                                            |
| Educación pública                                                                            | 38180                                                                                        | 25938                                                                                        | 2943                                                                                         |
| Educación privada                                                                            | 2616                                                                                         | 1347                                                                                         | 488                                                                                          |
| Total                                                                                        | 127 727                                                                                      | 81 558                                                                                       | 21 431                                                                                       |